# Эрчел, Ханде
Ханде Эрче́л (тур. Hande Erçel; род. 24 ноября 1993, Бандырма, Балыкесир) — турецкая актриса

 кино и телевидения, и фотомодель.

## Биография
Ханде Эрчел родилась 24 ноября 1993 года в Бандырме (ил Балыкесир, Турция), став второй дочерью в семье Каи Эрчеля, который работал в торговой сфере, и домохозяйки Айлин Эрчел (25 октября 1971 — 10 января 2019).
Её сестра, Гамзе Эрчел Йылдырым (род. 18 января 1992), известный инфлюенсер.
Эрчел окончила факультет традиционного турецкого искусства Университета изящных искусств имени Мимара Синана.
В 2012 году Эрчел участвовала в конкурсе красоты «Miss Civilization of the World», проходившем в Баку, и заняла второе место.
В 2018—2020 годах встречалась с турецким певцом Муратом Далкылычем.
В 2021 году подтвердила свои отношения с актёром Керемом Бурсиным, партнёром по сериалу «Постучись в мою дверь». В январе 2022 года пара объявила о расставании.
С декабря 2022 года встречается с бизнесменом Хаканом Сабанджи.
В январе 2025 года посетила Москву вместе с Барышом Ардучем и представила фильм «Оставь это ветру».

## Карьера
С 2015 по 2016 год Эрчел играла роль Селин Йылмаз в телесериале «Дочери Гюнеш». С 2016 по 2017 год она играла роль Хаят Узун в телесериале «Любовь не понимает слов».
С 2017 по 2018 год играла роль Хазал в сериале «Черная жемчужина».
В 2019 году сыграла роль Мюжде Акай в телесериале «Кольцо» и роль Азизе Гюнай в телесериале «Азизе».
С 2020 по 2021 год Эрчел играла роль Эды Йылдыз в телесериале «Постучись в мою дверь».
С 2023 по 2024 год играла роль Лейлы Гедиз в телесериале «Совершенно другой».
В 2016 году Эрчел стала лицом престижной косметической марки L’Oréal Paris. Рекламировала джинсовую марку DeFacto вместе с Арасом Булут Ийнемли.

## Фильмография
| Год       |   | Русское название                | Оригинальное название       | Роль                    |
| --------- | - | ------------------------------- | --------------------------- | ----------------------- |
| 2013      | с | Татарский Рамазан               | Tatar Ramazan               | Беррак Диккая           |
| 2014      | с | Королёк — птичка певчая         | Çalıkuşu                    | Захиде                  |
| 2014      | с | Безумный Дерсанский университет | Çılgın Dersane Üniversitede | Мерьем                  |
| 2014      | с | Древо жизни                     | Hayat Ağacı                 | Селен Караханлы         |
| 2015—2016 | с | Дочери Гюнеш                    | Güneşin Kızları             | Селин Йылмаз / Мертоглу |
| 2016—2017 | с | Любовь не понимает слов         | Aşk Laftan Anlamaz          | Хаят Узун / Сарсылмаз   |
| 2017—2018 | с | Чёрная жемчужина                | Siyah İnci                  | Хазал                   |
| 2019      | с | Кольцо                          | Halka                       | Мюжде Акай              |
| 2019      | с | Азизе                           | Azize                       | Азизе Аксу Гюнай        |
| 2020—2021 | с | Постучись в мою дверь           | Sen Çal Kapımı              | Эда Йылдыз / Болат      |
| 2023—2024 | с | Совершенно другой               | Bambaşka Biri               | Лейла Гедиз             |
| 2024      | ф | Опьянённые любовью              | Mevlana Mest-i Aşk          | Кимья-хатун             |
|           | с | Русалочка                       | Denizkızı                   |                         |
| 2025      | ф | Оставь это ветру                | Rüzgara Bırak               | Asli Mansoy             |